# Madonna del Cardellino

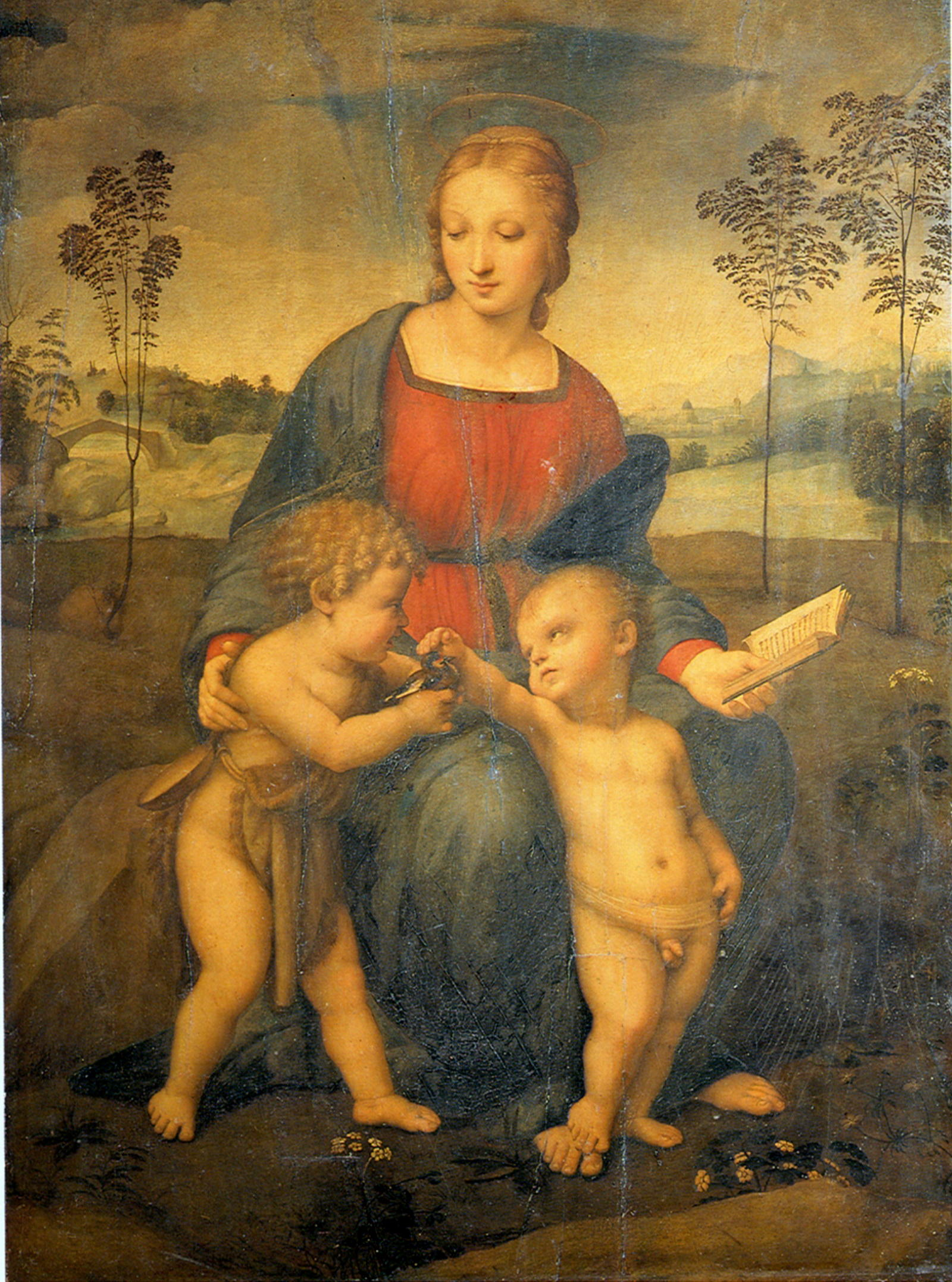
Il dipinto prima del restauro. Oltre all'ingiallimento sono evidenti i segni delle antiche fratture

La Madonna del Cardellino è un dipinto a olio su tavola (107 × 77 cm) di Raffaello Sanzio, databile al 1506 circa e conservato nella Galleria degli Uffizi a Firenze.

## Storia
Il dipinto, secondo quanto testimonia Vasari, fu realizzato a Firenze per Lorenzo Nasi, ricco commerciante di panni di lana, in occasione del suo matrimonio con Sandra Canigiani, donna appartenente all'alta borghesia di Firenze. La coppia abitava nella scoscesa Costa San Giorgio e il 12 novembre 1547 l'abitazione franò. Nelle macerie fu ritrovato il dipinto di Raffaello in diciassette frammenti, che furono recuperati e affidati al restauro, forse incaricando Michele di Ridolfo del Ghirlandaio.
L'analisi ai raggi X ha dimostrato infatti le fratture tra i pezzi, riassemblate con chiodi e colmate da nuova pittura. Vasari si dilungò nell'elogiare questa opera, l'unica del periodo fiorentino descritta con ampiezza nelle Vite.
Entrata nelle collezioni del cardinale Giovan Carlo de' Medici nel 1666, confluì infine agli Uffizi. Nell'inventario redatto alla morte del cardinale l'opera era stimata 600 scudi, un costo record, tra i più alti dell'intero lotto di dipinti. Si trovava nella Tribuna nel 1705 e a metà dell'Ottocento era una delle opere più ammirate e copiate della galleria, particolarmente apprezzata dal gusto purista del tempo.
Un sorprendente restauro si è concluso nel 2008, recuperando la cromia originaria e ricolmando le antiche lacune.
Si conservano alcuni disegni preparatori all'Ashmolean Museum (P II 517, P II 516, P II 634). Dell'opera inoltre esistono numerose copie antiche, che ne attestano il successo e la fama; le migliori sono al Victoria and Albert Museum, nella sacrestia dell'Abbazia di Vallombrosa e in una collezione privata.

## Descrizione e stile
Immersi in un ampio paesaggio fluviale dall'orizzonte contornato da alberelli e da un ponte a sinistra, si trovano la Madonna seduta su una roccia, che regge tra le gambe Gesù Bambino, mentre san Giovanni, abbracciato dalla Vergine, è a sinistra. I due fanciulli giocano con un cardellino (Giovanni lo regge e Gesù lo accarezza), che simboleggia la Passione di Cristo.
La composizione, sciolta e di forma piramidale, con i protagonisti legati dalla concatenazione di sguardi e gesti, deriva con evidenza da modelli leonardeschi, come la Sant'Anna, la Vergine e il Bambino con l'agnellino, ma se ne distacca sostituendo, al senso di mistero e all'inquietante carica di allusioni e suggestioni, sentimenti di serena dolcezza, calma spiritualità e spontanea familiarità, ben più affabile per chi osserva. Al posto dei "moti dell'animo" reconditi, Raffaello mise in atto una rappresentazione dell'affettuosità, dove è ormai sfumata anche la tradizionale malinconia della Vergine, che premonisce il destino tragico del figlio. In questo caso poi lo schema a piramide è particolarmente semplificato, con l'effetto di amplificare la massa volumetrica del gruppo, anche grazie al chiaroscuro più intenso.
Maria ha le gambe e il busto ruotate verso destra, mentre con la testa e lo sguardo osserva in basso a sinistra, verso il fulcro dell'azione tra i due fanciulli. Il suo busto emerge sul paesaggio, quasi a dominarlo con la grandezza delle sue delicate forme. Alla massa azzurra del manto si contrappone quella rossa della veste: il rosso rappresentava la Passione di Cristo e il blu la Chiesa, per cui nella Madonna vi era sottintesa l'unione della Madre Chiesa con il sacrificio di suo Figlio. Nella sinistra tiene un libro in mano (da cui l'epiteto Sedes Sapientiae), in cui legge le profezie sul destino del figlio, e il suo atteggiamento richiama quindi l'interruzione della lettura per rivolgere teneramente il suo sguardo verso i bambini. Gesù poggia il piedino su quello della Madonna, riparandosi tra le sue ginocchia, da alcuni letto come una citazione della Madonna di Bruges di Michelangelo.
A Leonardo rimandano anche il bruno del terreno, punteggiato da specie botaniche indagate con cura, e la resa atmosferica del paesaggio di fondo, che si perde nei vapori della lontananza. I volti del Battista e di Cristo recano un'impronta inconfondibilmente leonardesca nello sfumato che li avvolge e nei tratti somatici dallo studio dal vero.
Nei movimenti eleganti, le proporzioni delicate, i volti aulici e gentili, Raffaello raggiunse un equilibrio formale e un ideale di bellezza che certifica la raggiunta maturità stilistica.

## Il restauro
L'idea del restauro venne all'ex-soprintendente dell'Opificio delle Pietre Dure, Giorgio Bonsanti, che alla fine degli anni Novanta affidò l'incarico a Patrizia Riitano.
Tra il 2000 e il 2002 sono state concluse le ricerche e si è avviato il paziente restauro, terminato nel 2008. Al termine dei lavori si è tenuta una mostra di presentazione dell'opera a palazzo Medici-Riccardi a Firenze (23 novembre 2008-1º marzo 2009), accanto ad altre quattro opere che testimoniano il soggiorno fiorentino di Raffaello e l'influenza che ebbe sugli artisti coevi (Ridolfo del Ghirlandaio e Girolamo della Robbia).
Il dipinto è stato sottoposto ad una riflettografia ai raggi infrarossi che ha evidenziato un disegno preliminare in scala 1:1. Le differenze rispetto all'opera ultimata nelle figure sono poche e non decisive, mentre più importanti quelle relative al paesaggio. In particolare:
- Il ponte a sinistra (il ponte di ghighetta) è frutto di una invenzione di getto, senza tracce di spolvero, mentre sulla destra doveva comparire una torre e un edificio cilindrico, che nel dipinto si trasformano in uno spazio aperto.
- La scollatura dell'abito della Madonna, che nel cartone era più morbida e non quadrata
- L'orecchio di Giovanni Battista era previsto in posizione più bassa.
- L'angolo in basso a sinistra è completamente rifatto, così come un rettangolo corrispondente alla gamba di Gesù.

Durante il restauro si sono tolte le ridipinture dovute a restauri e sostituite con un'integrazione delle lacune più rigorosa e comunque facilmente eliminabile in caso di ulteriori futuri restauri.

## Galleria d'immagini

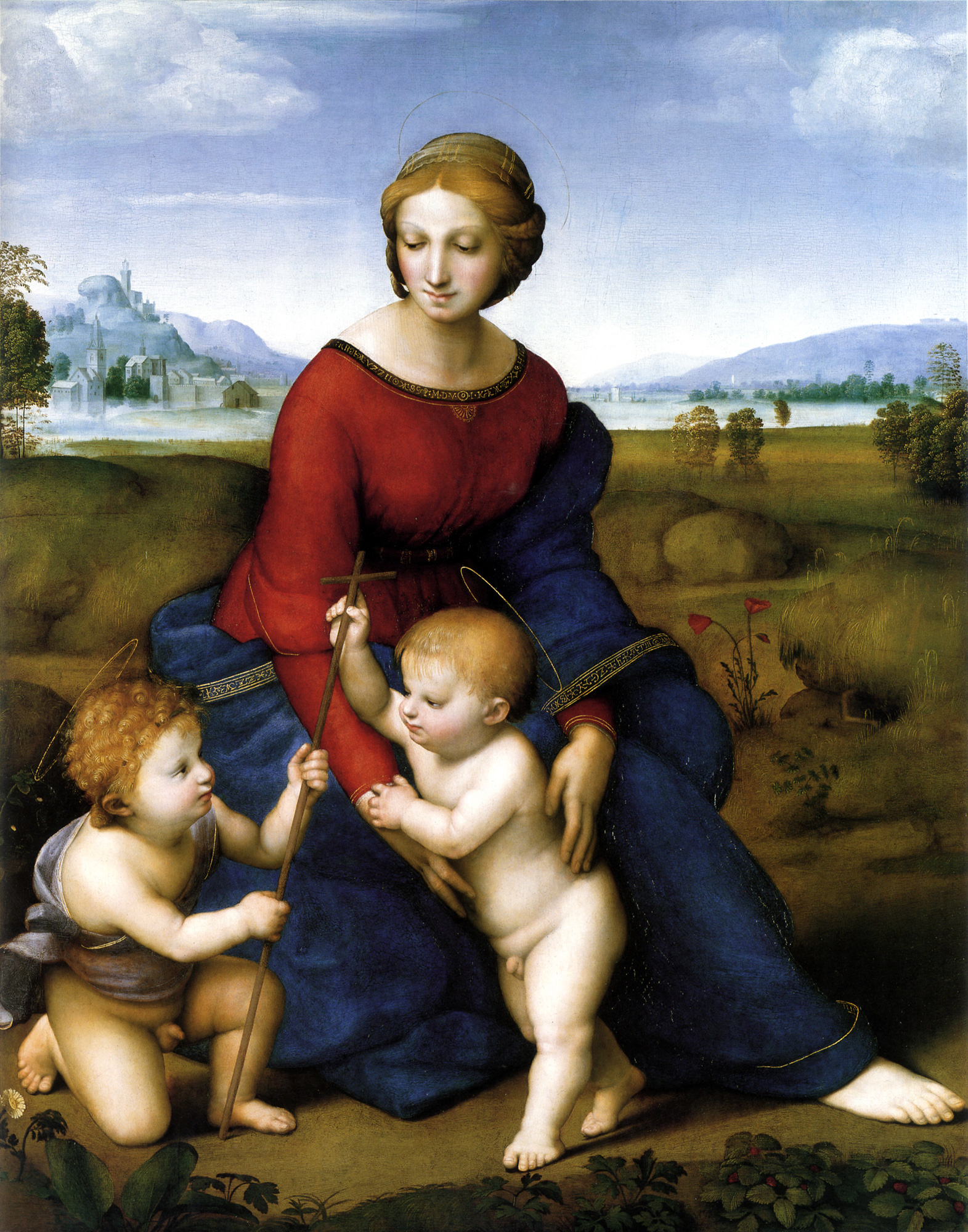
Madonna del Belvedere
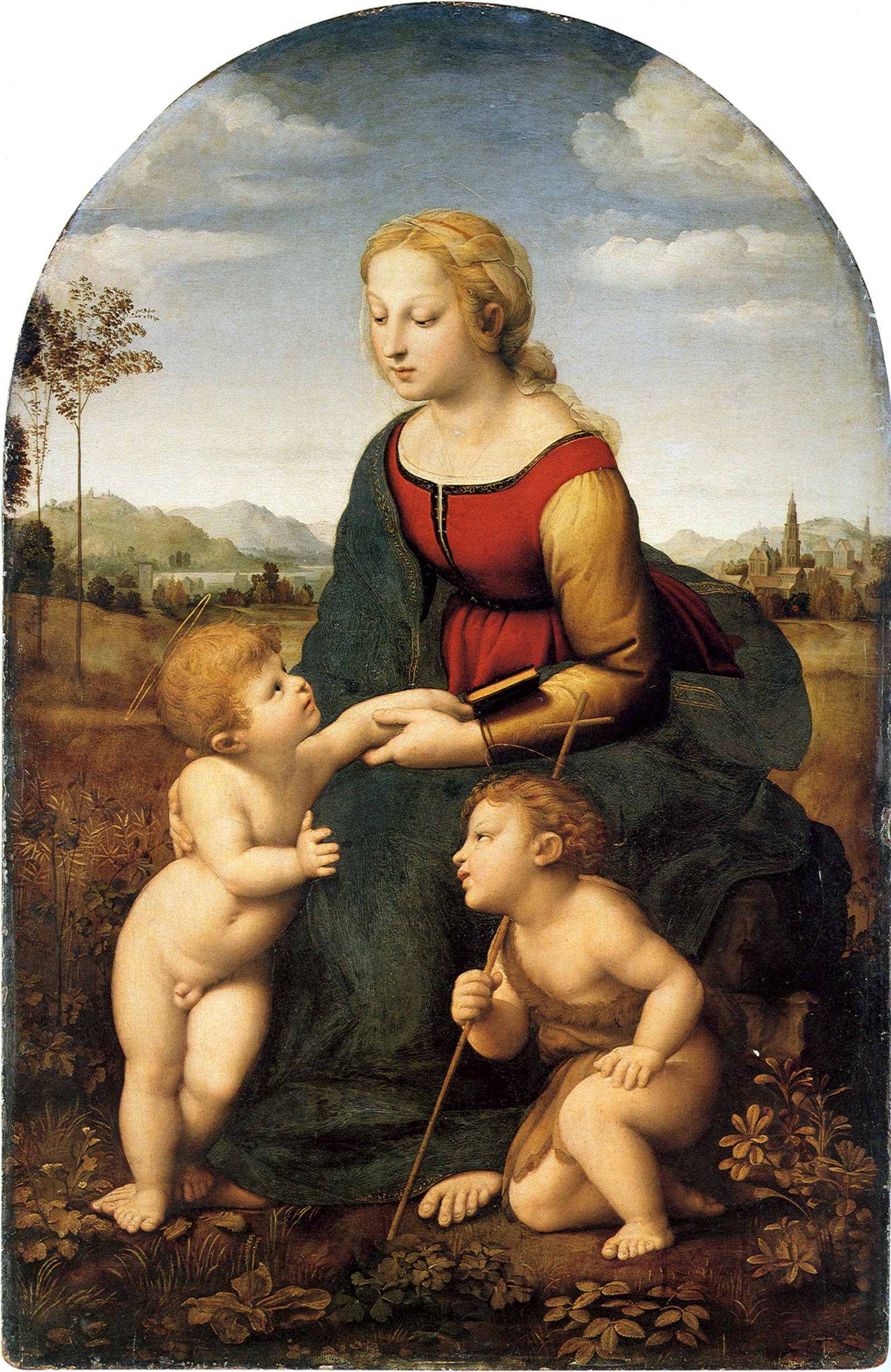
Belle Jardinière